# Soltan Hajibeyov
Soltan Hajibeyov (azeri: Soltan İsmayıloğlu Hacıbəyov; født 5. maj 1919 i Şuşa, Demokratiske Republik Aserbajdsjan, død 19. september 1974 i Baku, Aserbajdsjanske SSR, Sovjetunionen) var en sovjetisk aserbajdsjansk komponist, dirigent, pianist, lærer og rektor.
Hajibeyov studerede komposition på musikkonservatoriet i Aserbajdsjan. Han hører til blandt det 20. århundredes betydningsfulde komponister fra Aserbajdsjan ved siden af Kara Karayev og Fikret Amirov. Hajibeyov var lærer og senere rektor på konservatoriet i Aserbajdsjan.
Han har skrevet to symfonier, orkesterværker, balletmusik, teatermusik og instrumentalmusik for mange instrumenter etc.

## Udvalgte værker
- Symfoni nr. 1 (1944) - for orkester
- Symfoni nr. 2 (1946) - for orkester
- Symfonisk billede "Karavane" (1945) - for orkester
- Violinkoncert (1945) - for violin og orkester